# SOUTHERN ALL STARS BEST ONE '82
『SOUTHERN ALL STARS BEST ONE '82』（サザンオールスターズ・ベスト・ワン エイティー・ツー）は、サザンオールスターズの企画盤アルバム（ベスト・アルバム）。1981年10月25日発売。発売元はInvitation。
カセットテープのみでの発売のため、現在は廃盤作品となる。

## 背景
当初は1981年10月21日に『SOUTHERN ALL STARS BEST』として発売された。当時ビクターでは所属アーティストのコンピレーションカセットを多数発売していたため、この『SOUTHERN ALL STARS BEST』も直後に『BEST ONE '82』としてジャケットとタイトルのみ変更され発売された。公式サイトなどでも2種の詳細などは触れられていないものの、この2作は実質同発になっている。これらの違いはあるものの、収録曲と品番は同一であるためオリコンチャートでは合算されている。最高位は33位ながら累計売上は10万本を超えており、ロングヒットとなった。
収録曲はデビューから最新アルバム『ステレオ太陽族』までの曲が対象。それまでの3作と合わせたアルバム4作から選曲されており、最新作『ステレオ太陽族』からの選曲が多い。本作に収録されている「思い過ごしも恋のうち」は、アルバム『10ナンバーズ・からっと』収録バージョンである。後発の『BEST ONE '82』にも『SOUTHERN ALL STARS BEST』の意味合いがあるため、ここではこのタイトルで統一する。

## 収録曲
- 収録曲は各作品で説明しているため、ここでは説明を省略。
- ※印はオリジナルアルバム未収録曲。

### SIDE-A
1. 勝手にシンドバッド
(作詞・作曲:桑田佳祐　編曲:斉藤ノブ & サザンオールスターズ　管編曲:Horn Spectrum)
2. 恋はお熱く
(作詞・作曲:桑田佳祐　編曲:サザンオールスターズ　管編曲:Horn Spectrum)
3. 女呼んでブギ
(作詞・作曲:桑田佳祐　編曲:サザンオールスターズ　管編曲:Horn Spectrum)
4. 思い過ごしも恋のうち
(作詞・作曲:桑田佳祐　編曲:サザンオールスターズ　弦管編曲:新田一郎)
5. いとしのエリー
(作詞・作曲:桑田佳祐　編曲:サザンオールスターズ　弦編曲:新田一郎)
6. 私はピアノ
(作詞・作曲:桑田佳祐　編曲:サザンオールスターズ　弦管編曲:新田一郎)
7. C調言葉に御用心
(作詞・作曲:桑田佳祐　編曲:サザンオールスターズ　弦編曲:八木正生)
8. 涙のアベニュー
(作詞・作曲:桑田佳祐　編曲:サザンオールスターズ　弦管編曲:新田一郎)
9. 恋するマンスリー・デイ
(作詞・作曲:桑田佳祐　編曲:サザンオールスターズ)
10. ジャズマン (JAZZ MAN) ※
(作詞・作曲:桑田佳祐　編曲:サザンオールスターズ　弦管編曲:八木正生)

### SIDE-B
1. いなせなロコモーション ※
(作詞・作曲:桑田佳祐　編曲:サザンオールスターズ)
2. わすれじのレイド・バック ※
(作詞・作曲:桑田佳祐　編曲:サザンオールスターズ)
3. ごめんねチャーリー ※
(作詞・作曲:桑田佳祐　編曲:サザンオールスターズ　弦管編曲:八木正生)
4. シャ・ラ・ラ ※
(作詞・作曲:桑田佳祐　編曲:サザンオールスターズ　弦編曲:八木正生)
5. MY FOREPLAY MUSIC
(作詞・作曲:桑田佳祐　編曲:サザンオールスターズ)
6. 恋の女のストーリー
(作詞・作曲:桑田佳祐　編曲:サザンオールスターズ)
7. 我らパープー仲間
(作詞・作曲:桑田佳祐　編曲:八木正生)
8. ラッパとおじさん (Dear M.Y's Boogie)
(作詞・作曲:桑田佳祐　編曲:サザンオールスターズ　弦管編曲:八木正生)
9. Big Star Blues (ビッグスターの悲劇)
(作詞・作曲:桑田佳祐　編曲:サザンオールスターズ)
10. 栞のテーマ
(作詞・作曲:桑田佳祐　編曲:サザンオールスターズ)